# Saison 1994-1995 du FC Mulhouse
 (octobre 2011).
Si vous disposez d'ouvrages ou d'articles de référence ou si vous connaissez des sites web de qualité traitant du thème abordé ici, merci de compléter l'article en donnant les références utiles à sa vérifiabilité et en les liant à la section « Notes et références ».
Maillots
La saison 1994-1995 du Football Club de Mulhouse, ou FC Mulhouse, voit le club participer au Championnat de France de football D2 1994-1995, dont il termine à la 14e place. 

## Résumé de la saison
Le FC Mulhouse termine à la 14e place du classement, il a effectué néanmoins un excellent parcours en Coupe de France (éliminé en quarts de finale à Metz (D1) 2-0). Le meilleur buteur du club, le brésilien Cuca (23 buts) est prêté pour un an à Saint-Étienne (D1) avec option d'achat pour les deux saisons suivantes. Le contrat de Bernard Genghini, arrivé à son terme, n'est pas renouvelé. Christian Sarramagna, en provenance de Sedan, devient le nouvel entraîneur du club mulhousien.

### Coupe de la Ligue française de football
Pour sa première participation, en Coupe de la Ligue française de football 1994-1995, le FC Mulhouse affronte lors du tour préliminaire le Toulouse FC, alors pensionnaire de Division 2. Le mardi 29 novembre 1994, devant 3 000 spectateurs, au Stadium de Toulouse, c'est le FCM qui ouvre le score à la 10e minute, via Cyril Granon. Néanmoins, un doublé d'Olivier Pickeu réalisé en seconde période, à la 48e et à la 87e minute, fait que Toulouse prend l'avantage et se qualifie aux dépens de Mulhouse. Le TFC ira jusqu'en quarts de finale, où il est éliminé par le Paris Saint-Germain

## Classement final
| #                                                                                     | Club                       | Joués | V  | N  | D  | bp:bc | +/- | Points |
| ------------------------------------------------------------------------------------- | -------------------------- | ----- | -- | -- | -- | ----- | --- | ------ |
| 1                                                                                     | Olympique de Marseille (1) | 42    | 25 | 9  | 8  | 72:34 | +38 | 84     |
| 2                                                                                     | EA Guingamp                | 42    | 23 | 12 | 7  | 51:32 | +19 | 84     |
| 3                                                                                     | FC Gueugnon                | 42    | 24 | 8  | 10 | 62:40 | +22 | 80     |
| 4                                                                                     | Toulouse FC                | 42    | 22 | 11 | 9  | 69:43 | +26 | 77     |
| 5                                                                                     | LB Châteauroux             | 42    | 19 | 14 | 9  | 56:34 | +22 | 71     |
| 6                                                                                     | Red Star                   | 42    | 19 | 13 | 10 | 55:44 | +11 | 70     |
| 7                                                                                     | AS Nancy-Lorraine          | 42    | 15 | 18 | 9  | 46:39 | +7  | 63     |
| 8                                                                                     | USL Dunkerque              | 42    | 14 | 18 | 10 | 42:38 | +4  | 60     |
| 9                                                                                     | Amiens SC                  | 42    | 15 | 13 | 14 | 59:61 | -2  | 58     |
| 10                                                                                    | Olympique d'Alès           | 42    | 12 | 17 | 13 | 44:44 | 0   | 53     |
| 11                                                                                    | FCO Charleville            | 42    | 11 | 19 | 12 | 45:49 | -4  | 52     |
| 12                                                                                    | Le Mans UC                 | 42    | 11 | 16 | 15 | 46:48 | -2  | 49     |
| 13                                                                                    | ASOA Valence               | 42    | 11 | 16 | 15 | 46:52 | -6  | 49     |
| 14                                                                                    | FC Mulhouse                | 42    | 12 | 13 | 17 | 49:58 | -9  | 49     |
| 15                                                                                    | Stade lavallois            | 42    | 9  | 17 | 16 | 42:56 | -14 | 44     |
| 16                                                                                    | FC Perpignan               | 42    | 9  | 17 | 16 | 35:49 | -16 | 44     |
| 17                                                                                    | Chamois niortais FC        | 42    | 8  | 19 | 15 | 34:49 | -15 | 43     |
| 18                                                                                    | SCO Angers                 | 42    | 10 | 12 | 20 | 38:50 | -12 | 42     |
| 19                                                                                    | Saint-Brieuc               | 42    | 11 | 9  | 22 | 38:53 | -15 | 42     |
| 20                                                                                    | AS Beauvais                | 42    | 9  | 15 | 18 | 50:66 | -16 | 42     |
| 21                                                                                    | CS Sedan-Ardennes          | 42    | 10 | 11 | 21 | 34:60 | -26 | 41     |
| 22                                                                                    | Nîmes Olympique            | 42    | 9  | 11 | 22 | 48:60 | -12 | 38     |
| # position ; V victoires ; N match nuls ; D défaites ; bp:bc buts pour et buts contre |                            |       |    |    |    |       |     |        |

Victoire à 3 points
(1) Après avoir déposé le bilan, l'Olympique de Marseille reste en D2.

## Navigation
- « Statistiques du FC Mulhouse », sur om-passion.com
- « Calendrier du FC Mulhouse », sur classement-ligue-2.fr